# Lintonia
Lintonia är ett släkte av gräs. Lintonia ingår i familjen gräs.
Kladogram enligt Catalogue of Life:
| Lintonia | \| \| Lintonia brizoides \| \| \| \| \| \| Lintonia nutans \| \| \| \| |
|          | \| \| Lintonia brizoides \| \| \| \| \| \| Lintonia nutans \| \| \| \| |
|          | Lintonia brizoides                                                     |
|          |                                                                        |
|          | Lintonia nutans                                                        |
|          |                                                                        |